# Atractus gaigeae
Atractus gaigeae är en ormart som beskrevs av Savage 1955. Atractus gaigeae ingår i släktet Atractus och familjen snokar. Inga underarter finns listade.
Arten förekommer vid Amazonflodens källfloder i Ecuador samt i Peru. Honor lägger ägg.